# ストーンヘンジ
座標: 北緯51度10分44秒 西経1度49分34秒 / 北緯51.17889度 西経1.82611度

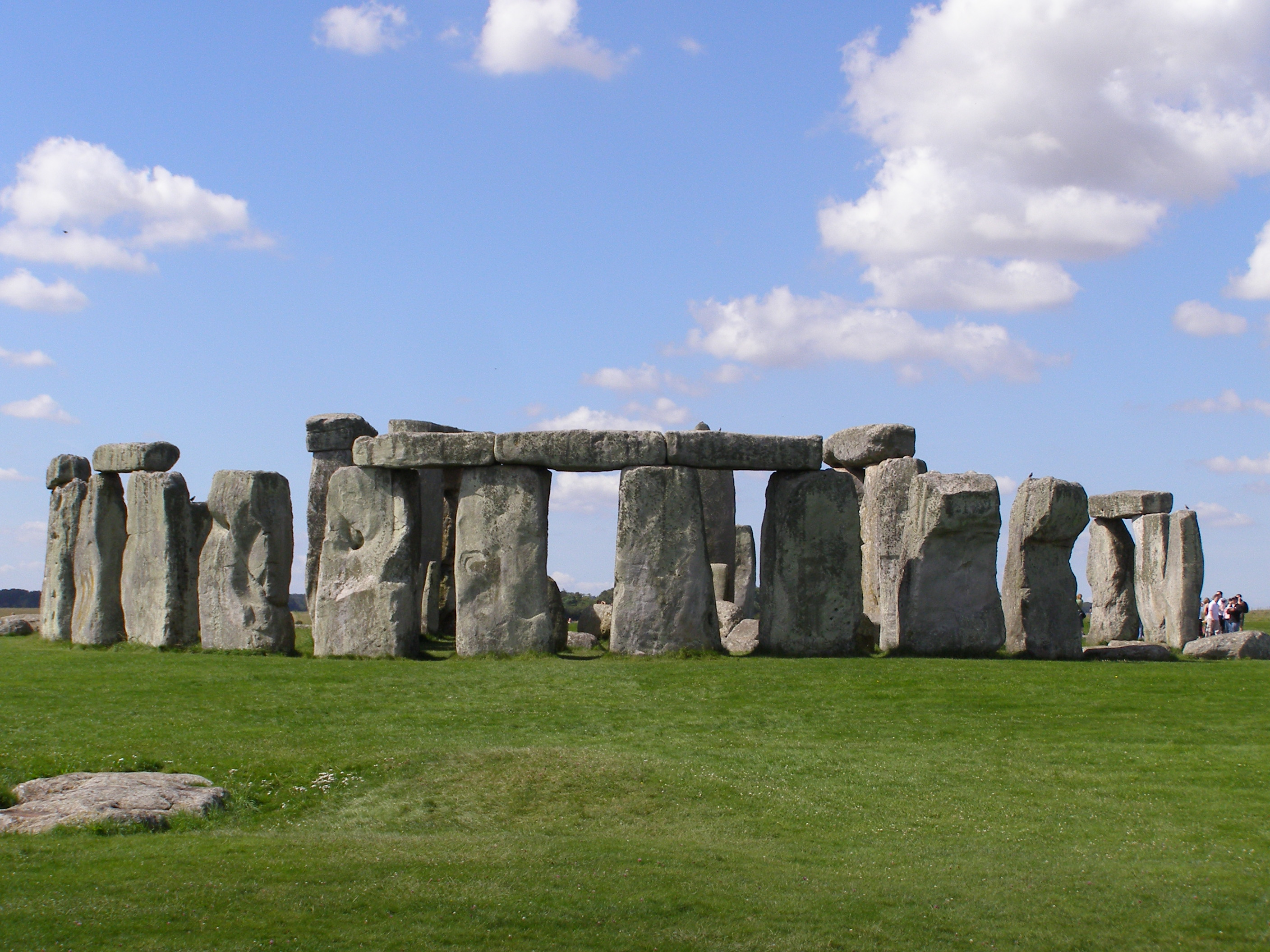
ストーンヘンジ

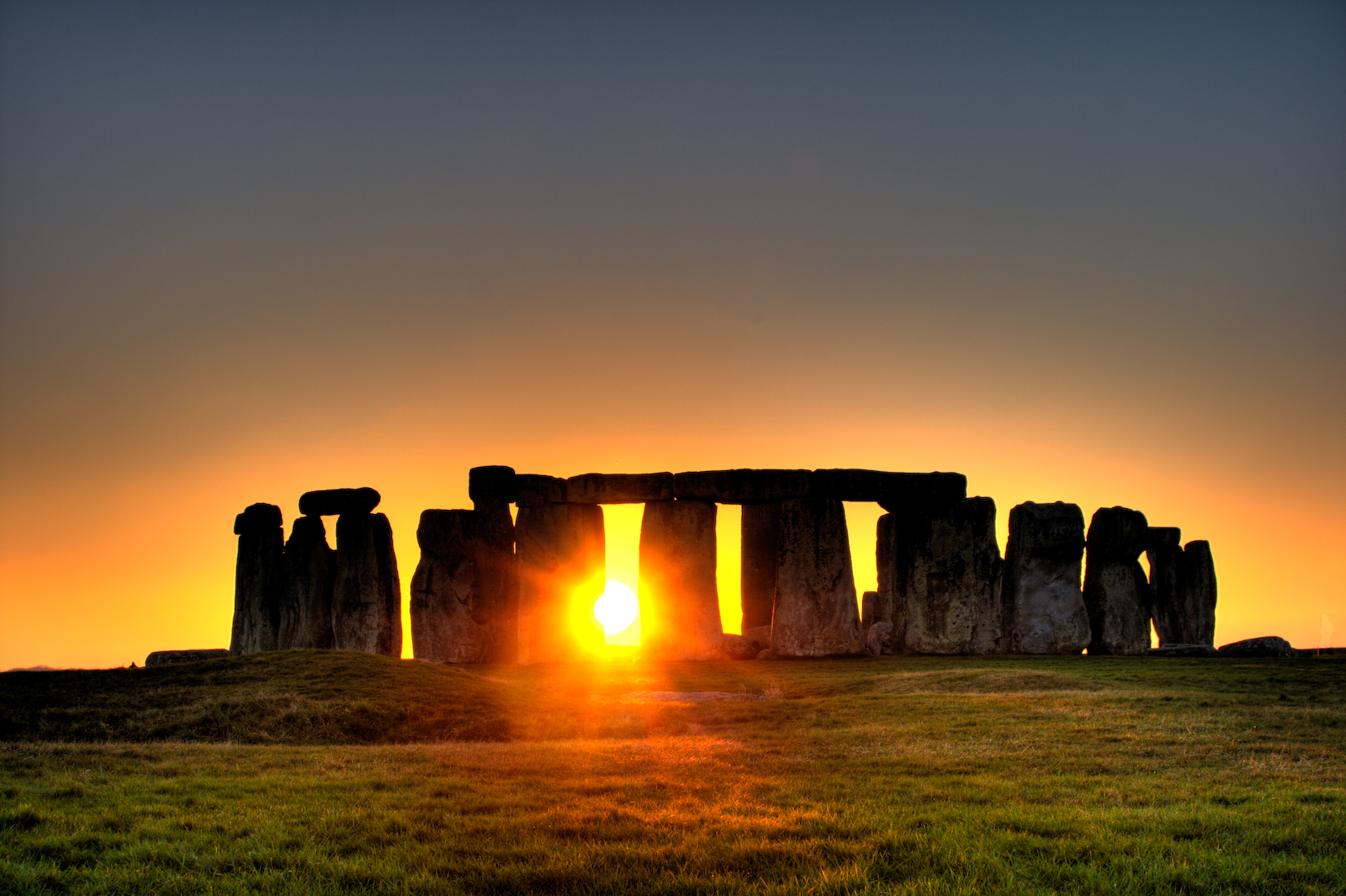
夕刻のストーンヘンジ

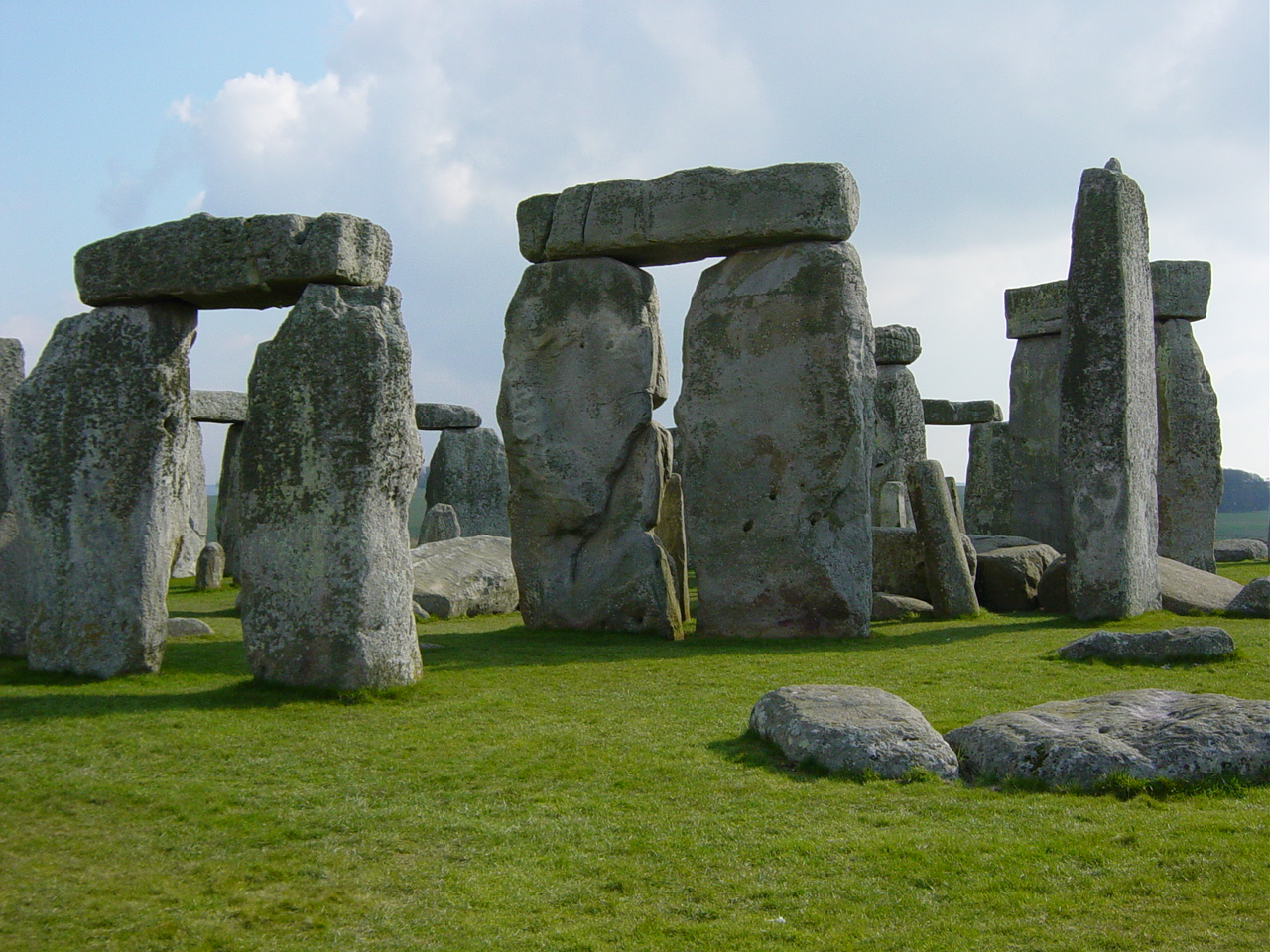
ストーンヘンジ（近景）

ストーンヘンジ（Stonehenge）は、イギリス南部・ソールズベリーから北西に13km程に位置する環状列石（ストーンサークル）のこと。世界文化遺産として1986年に登録された。2008年には範囲を変更して登録された。登録基準は(ⅰ)(ⅱ)(ⅲ)の3つからなる。

## 概要
円陣状に並んだ直立巨石とそれを囲む土塁からなり、世界で最も有名なイギリス先史時代の遺跡である。考古学者はこの直立巨石が紀元前2500年から紀元前2000年の間に立てられたと考えている。そして、それを囲む土塁と堀はおよそ5000年前の紀元前3100年頃まで遡るという。
馬蹄形に配置された高さ7mほどの巨大な門の形の組石（トリリトン）5組を中心に、直径約100mの円形に高さ4-5mの30個の立石（メンヒル）が配置されている。夏至の日に、ヒール・ストーンと呼ばれる高さ6mの玄武岩と、中心にある祭壇石を結ぶ直線上に太陽が昇ることから、設計者には天文学の高い知識があったのではないかと考えられている。また、当時としては高度な技術が使われており、倒れないよう安定させるため石と石の間には凹凸がある。
遺跡の目的については、太陽崇拝の祭祀場、古代の天文台などさまざまな説が唱えられているが、未だ結論はでていない。
この遺跡とその周辺は、30kmほど離れたエーヴベリーの遺跡群とあわせストーンヘンジ、エーヴベリーと関連する遺跡群として1986年にユネスコの世界遺産に加えられた。また、登録古代モニュメントとして法的に保護されている。ストーンヘンジ自体は英国の国家遺産として保有・管理されている。周辺はナショナル・トラストが保有している。

## 語源
クリストファー・チッペンデールの Stonehenge Complete によると、ストーンヘンジの語源は古英語で石を意味する “sta-n” と、蝶番を意味する “hencg”（横石が縦石に蝶番のように積んであるから）もしくは絞首台または拷問具を意味する “hen(c)en” から来ているとされる。中世の絞首台は、今日見られるような逆L字型ではなく、二本の柱とそれに乗った横木で出来ていて、ストーンヘンジの構造に似ていた。
「ヘンジ」の部分はヘンジとして知られるモニュメントの一群を指す名前になった。考古学者は、内側に堀を持つ円形の土塁をヘンジと定義する。考古学の用語でしばしば起こる通り、これは古美術収集家の用語からの転用であるが、実際にはストーンヘンジは土塁が堀の内側にあるので、ヘンジには分類されない。本当の新石器時代のヘンジやストーンサークルと同時代であるにも拘らず、多くの点で非典型的である。例えば、トリリトンは他では見られない。ストーンヘンジは、ブロドガーのリングのようなブリテン島にある他のストーンサークルとは全く異なる。

## ストーンヘンジの発展

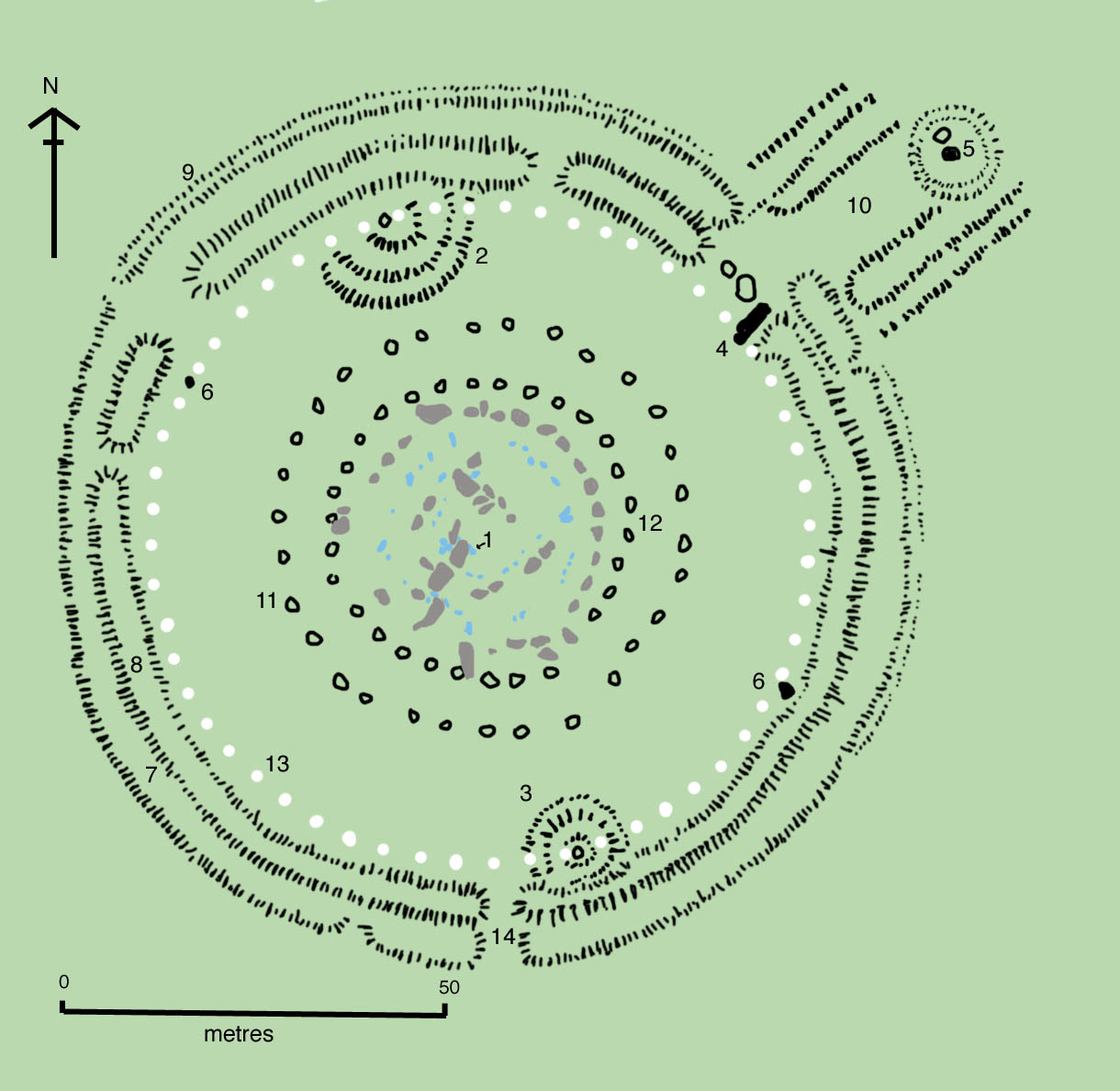
ストーンヘンジの平面図

ストーンヘンジの複合体は2000年間に渡る数段階に分けて建設されたが、その前と後の期間にも活動があった証拠もある。
ストーンヘンジで行われた活動の各段階の時代や内容を特定するのは、単純ではない。初期の発掘記録はほとんど残っておらず、正確な科学的時代計測は驚くほど少ないうえ、天然チョークの氷河周縁作用や動物の巣穴形成で妨げられ、複雑になっているためである。今日の段階で考古学者が最も広く支持している説を以下に詳述する。テキストで述べる箇所には番号が振ってあり、図中の番号と対応している。図は2004年現在のストーンヘンジを示している。分かり易いよう、図からはトリリトンの横石は省略している。既に石が現存しない（または始めから入っていなかった）穴は白抜きの囲み、今日確認できる石は色付きで示してある。

### 遺跡建設以前
考古学者は、現代の観光客用駐車場の下から、紀元前8000年頃に遡る4つの中石器時代の大きな柱穴を発見した（天然木に由来するかもしれない一つを含めて5つかもしれない）。これらは直径0.75メートルの松の柱を立てたものである。柱はその場で朽ちた。柱のうち3本（もしかしたら4本）は東西方向に並んでおり、儀礼場としての重要性を持っていたと思われる。ブリテンではこれに並ぶものは無いが、類似の遺跡がスカンジナビアで見つかっている。当時、ソールズベリー平原は森に覆われていたが、4000年後の新石器時代にはカーサスの遺跡が600m北に建てられた。最初の農業によって森を開拓し始め、土地の利用が始まった。この他の新石器時代初期の遺跡である、ロビンフッド・ボールの土手道が付いた囲いや長い墳墓はこの周辺に建てられた。遺跡のある丘には、氷河期の終わりに水が流れ出して作った「アヴェニュー」と呼ばれる溝があり、これが偶然、冬至の日の入りと夏至の日の出の方角を指していた。

### ストーンヘンジ1
最初の遺跡は後期白亜紀サントニアン期のSeafordチョークを使った円形の土塁と堀の囲い (7, 8) でできていた。直径110mで北東に大きい入り口があり、南に小さい入り口 (14) がある。それはわずかに傾斜しているが、特に目立たない開けた草地に建てられた。作業者は鹿と牛の骨、そして加工した火打ち石の工具を堀の底に置いた。その骨は堀を掘るために用いた角のつるはしよりも相当に古いもので、それを埋めた人はそれを埋める前にその動物の世話をしていた。堀そのものは連続的だが、より古い土手道で作った囲いの堀のように、いくつかの部分に分けて掘られた。堀から掘り出したチョークは積み上げて土塁を作るのに使われた。この第一段階は紀元前3100年頃であるが、その後堀は自然に埋まっていき、作業者は堀を埋めた泥を取り除くことはしなかった。囲まれた区域の内側には、それぞれ直径約1mの56個の竪穴 (13) が円環状に掘られた。この穴は、これらを初めて発見したと考えられている17世紀の古美術商ジョン・オーブリーにちなんでオーブリーホールと呼ばれている。この竪穴は、柱の円陣を作る丸太の柱を立てるためのものと考えられるが、その証拠は発掘されていない。堀の外側にある小さい土塁も、この時期のものと考えられる。

### ストーンヘンジ2
第二段階の証拠は、もはや目で見ることはできない。この時期に作られた柱穴の数から、紀元前第三千年期の初期にある種の木造の建造物が囲いの内側に作られたと考えられる。さらに多くの数の丸太が北東の入り口に立てられ、南の入り口から内側に向かって平行の柱の列が並んでいた。柱穴はオーブリーホールよりも小さく直径約0.4mで、間隔はオーブリーホールよりもやや不規則であった。土塁は意図的に高さを削られ、堀は埋められた。少なくとも25のオーブリーホールが、貫入岩やその遺構の開設から2世紀後頃の火葬死体を入れられたことが知られている。その穴の本来の機能が何であれ、第二段階には埋葬のための穴に変わっていたらしい。このほかにも30個の火葬死体が堀の囲いの内側の、遺構の反対側である主に東半分に安置された。したがって、ストーンヘンジは、この時点で環濠墓地として機能していたと解釈される。これがブリテン島で最初の火葬墓地である。燃やされていない人骨の破片も、堀の中から見つかっている。後期新石器時代の溝のある土器が発見され、この段階の特徴により時期を特定する証拠となった。

### ストーンヘンジ3i
考古学的発掘によると、紀元前2600年頃、石のほうを好んだため木の柱は放棄され、同心円状の三日月型の穴（Qホール、Rホールと呼ばれている）が遺跡の中央に掘られたことが分かった。やはりこの段階でも時代を特定する証拠はほとんど無い。穴には80個の起立した石が置かれていたが、43個しか特定できていない。ブルーストーン（火成岩のドレライト）は250km離れたウェールズのペンブロークシャーにあるプレセリの丘から人間の手で運ばれてきたと考えられてきたが、最近、アイリッシュ海氷河による氷堆石がより近くにあったという説が出ている。その他の起立した石は約4トンあり、ほとんどがオルドビス紀のまだら模様をしたドレライトだが、流紋岩、凝灰岩、および火山灰と石灰質の灰を含んでおり20種もに分類される。それぞれ高さ2m、幅1m～1.5m、厚さ0.8mである。ブルーストーンの2倍の高さがあり重量6トンの緑色の雲母質の砂岩である祭壇石 (Altar Stone) として知られるものもまた、プレセリの近くのウェールズの海岸から運ばれたもので、単独の一枚岩として立てられたと考えられる。
北東の入り口（入り口を示す2つの石がある）もこの段階で拡張され、当時の夏至の日の出と冬至の日没の方角に正確に合致するようになった。この段階の遺跡は未完成のまま放棄されたが、ブルーストーンは明らかに取り除かれ、QホールとRホールは意図的に埋め戻された。それでも、この遺跡はこの段階の終わりごろかけては、エイブベリーをしのぐ重要度を持っていた。2002年に5km南で発見されたエームズベリーの射手（en:Amesbury Archer）は、この段階の遺跡を見ていたかもしれない。
ヒールストーン (5) もまた、この段階に北東の入り口の外に立てられたが、その時代は特定できず、第3段階のいずれかの時点で立てられたようだ。今はもう見ることが出来ないが、最初は二番目の石もあった。北東の入り口のすぐ内側に二つ（もしかしたら三つかもしれない）の門の石が立てられたが、今では、長さ4.9mのスローターストーン (4) が倒れた状態で残っているのみである。概ね第3段階のものとされるその他のものに、盛り土の上に2つ立っているステーションストーン (6) がある。この盛り土は古墳という呼び名で知られているが、遺体は埋まっていない。エイボン川まで3kmに渡り平行に走る2本の堀と土塁であるアベニュー（10）もまた、第3段階で加えられた。後に、ステーションストーンとヒールストーンを囲む形で堀が掘られたが、その時点ではヒールストーンは一つだけになっていた。

### ストーンヘンジ3ii
紀元前3千年紀の末に起こったその次の大きな活動段階には、およそ40km北にあるマルボロー・ダウンズの石切り場から運ばれた、30もの巨大な大砂岩（sersen）が現れる（図中では灰色で示した）。この石はほぞ穴とほぞの継ぎを加工されてから、30個が直径33mの円陣状に立てられ、上に30個の横石が載せられた。横石自身も、さね継ぎという木工の手法で互いに接続された。それぞれの縦石はおよそ高さ4.1m、幅2.1m、重さ約25トンである。それぞれ明らかに最終的な効果を意識して加工されている。すなわち、直立した石は上の方がやや幅広くなっており、遠近法によって上下が同じ幅に見えるようにしてある。また、横石はわずかに湾曲しており、遺跡全体で円に見えるように作ってある。石の円陣の内側に面している側面は、外側に面した側面よりも滑らか、かつ精密に加工されている。これらの石の平均厚みは1.1mで、それぞれの間隔は平均1mである。円陣を完成させるのには合計で74個の石が必要であり、それらの大砂岩の一部が持ち去られたのでない限り、この円陣は最後まで未完成のままだったと考えられる。横石については、それぞれおよそ長さ3.2m、幅1m、厚さ0.8mである。横石の上端は地表面から4.9mの高さにある。
この円陣の内側に、加工された大砂岩でできた5個のトリリトンが、さし渡し13.7mの北東側の空いた馬蹄形に並べられて立っている。これらの巨岩は、10個が縦石、5個が横石なのだが、それぞれ重さが50トンに及び、複雑な接続構造で積まれている。いずれも左右対称に整形されていて、もっとも小さいものは高さ約6m、その隣には南西の隅にある少し高いところにある最大のもので、高さ7.3mである。この大トリリトンのうち、現在立っているのは一つだけであるが、地上部分の高さだけで6.7m、さらに地下に2.4m埋まっている。
ストーン53として知られるひとつの大砂岩の表面に、短剣と14個の斧の刃の絵が刻まれている。このほか、斧の刃の絵が3番、4番、および5番の石にも刻まれているのが見られる。これらの年代を特定するのは難しいが、形状は青銅器時代後期の武器に似ている。最新のレーザースキャンによりこの解釈が裏付けられた。
この野心的な時期は、炭素年代測定法により紀元前2440年から2100年の間とされる。ちなみに地質用語ではない大砂岩とは、暁新世 (約6千万年前) に堆積し、氷河に覆われたイングランド各地に産出する固い砂岩である。英名のsarsen stoneは異教を意味するサラセンに由来する。

### ストーンヘンジ3iii
青銅器時代の後期にブルーストーンが再び立てられたらしいが、この時期の詳細はまだ分かっていない。ブルーストーンは大砂岩の円陣の外側に置かれ、この時期にはある種の方法で整形されたようだ。いくつかの石には、大砂岩（sarsen）と同様に、丸太を加工する手法によるカットが加えられている。これは、この時期にそれらが横石と接続され、より大きな構造の一部となっていたことを示唆する。

### ストーンヘンジ3iv
この時期には、ブルーストーンはさらに再編成され、二組の大砂岩の間の円陣の中と、円陣の中央の楕円の中に置かれた。一部の考古学者は、この時期の一部のブルーストーンがウェールズ産の別のグループを構成していると主張している。全ての石がストーンヘンジ3iiiで取り入れられた横石とつながることなく、正しく一定の間隔で立てられた。アルターストーンが楕円から取り除かれて垂直に立てられたかもしれない。もっとも印象的な建設段階に見えるかもしれないが、ストーンヘンジ3ivはどちらかというと、直前の段階よりもみすぼらしい造りで、新しく据えつけられたブルーストーンは全てが適切に設置されたわけでもなく、次々と倒れた。とはいえ、この段階以降には小規模な再構築しか行われなかった。ストーンヘンジ3ivは紀元前2280年から1930年までの間である。

### ストーンヘンジ3v
その直後、3iv段階のブルーストーンの円陣の北東部分が取り除かれ、馬蹄形の配置になった。これをブルーストーン馬蹄という。これは中央にある大砂岩のトリリトンの配置を真似たもので、紀元前2270年から1930年までの時期である。この段階は有名なノーフォークのシーヘンジと同時代に当たる。

### ストーンヘンジ3vi
一番外側の大砂岩の円陣のさらに外側に、竪穴の円陣が二つ掘られた。これはYホール、Zホール（11,12）と呼ばれる。Zホールは大砂岩の円陣より2m外側、Yホールはさらに8m外側にある。これらはそれぞれ30の竪穴から成り、それぞれの穴は砂岩の円陣にある石と対応しているように見える。これらの穴には石は入れられなかったが、続く数世紀の間に自然に埋まっていった。穴を埋めた土の上のほうは鉄器時代とローマ時代の物質を含む。ストーンヘンジに立っている遺構は紀元前1600年ごろに放棄されたと考えられる。

### その後の遺跡
遺構が放棄された後にも、限定的な活動があった。先史時代後期の土器およびローマ時代の硬貨が見つかっていることからも、ここを訪れた人がまだいたことが確認できる。紀元7世紀のものとされる斬首されたサクソン人の遺体もストーンヘンジから発掘されている。この場所は中世の学者に知られていて、それ以降さまざまなグループにより研究と保全が行われてきた。

## ストーンヘンジに関する理論

### 初期の解釈
初期の多くの歴史家の説明は、超自然的な言い伝えに影響されていた。魔術師マーリンが巨人を使役して作らせたとか、マーリンがアイルランドのキララウス山から魔法で運んできたなどという伝説もある。このほか、悪魔が作ったとするものもある。ハンチントンのヘンリーが、1130年頃この遺跡に最初に言及した。そのすぐ後に、モンマスのジョフリーが、アーサー王と関連付ける架空の記録を最初に記した。これにより、この遺跡は中世ヨーロッパのロマンスに取り込まれていくことになる。
1615年、イニゴ・ジョーンズは、ストーンヘンジがカエルス（ギリシアの天王神ウラヌスのラテン語名）に捧げられたローマの神殿であり、トスカナ式建築で作られたと主張した。後世の注釈者は、デーン人がこれを建てたと言い続けた。実際、19世紀の末に至るまでは、この遺跡はサクソン人かその他の比較的新しい民族の手によるものだと広く思われていた。
この遺跡を調査する最初の学術的試みは、1640年頃、ジョン・オーブリーによって行われた。彼はこの遺跡の測量図を残した最初の人物となり、オーブリーホールなどにその名を残している。この図があったために、形状と大きさについてのさらなる分析が可能になった。この業績により、彼は石の配置が天文学または暦学上の役割をもっていることを示すことができた。オーブリーはこれをドルイドに関連した遺跡と誤って結論づけた。
ウィリアム・ステュークリは、1740年に出版したStonehengeなどの著作でオーブリーの見解を支持した。またステュークリは、ドルイドをキリスト教と結びつけようとした。
しかしこれらの見識は19世紀の転換期までに否定された。ジョン・ラボックは付近の古墳から発見された青銅器に基づき、この遺跡が青銅器時代のものであることを示した。

### 古代天文学とストーンヘンジ
ストーンヘンジは北東-南西に向いており、至点と昼夜平分点に特段の重要性が置かれたのだと考えられている。例えば、夏至の朝には太陽はヒールストーンの付近から昇り、太陽の最初の光線は馬蹄形の配置の中にある遺跡の中央に直接当たる。このような配置は単なる偶然では起こりえない。
1963年に英国生まれの天文学者ジェラルド・ホーキンスが『ネイチャー』に論文を発表、1965年にStonehenge Decoded（解読されたストーンヘンジ）を出版したことにより大きな議論が起こった。ホーキンスは、月と太陽に基づく数多くの天文学的な配置が見られると主張した。また、ストーンヘンジは日食を予測するために使われた可能性があると主張した。ホーキンスの著書は、当時はまだ珍しかった電算機を計算に用いたことで、広い知名度を得た。この議論へさらに寄与したのが、英国の天文学者C・A・ニューハムと、ケンブリッジの有名な宇宙学者サー・フレッド・ホイル、そして元工学教授アレキサンダー・ソーム（彼は20年以上ストーンサークルの研究をしていた）だった。彼らの理論は、近年になってリチャード・アトキンソンや「石器時代の計算機」の解釈方法の非現実性を示唆したその他の者の批判を受けた。
今日では、全てではないにせよ、ほとんどの天文学的な提唱は、おおげさであると言うのがコンセンサスである。

### ブルーストーン
ロジャー・マーサーは、ブルーストーンがあり得ないほど精巧に加工されていることを発見し、これがペンブロークシャーにあるより古い未特定の遺跡からソールズベリーに持ち込まれたのと推定した。ジョン・FS・ストーンは、ブルーストーン遺跡はストーンヘンジのカーサスより古くに建てられ、それから現在の場所に移されたのだと感じた。もしマーサーの理論が正しければ、ブルーストーンは同盟を固めるため、あるいは征服した敵に対して偉大さを示すために移設されたのかもしれないが、これは推測に過ぎない。ストーンヘンジ3ivに似た楕円形にセットされたブルーストーンは、プレセリの丘にあるベッド・アーサーの遺跡、ペンブロークシャーの海岸の南西沖にあるスコーマー島でも知られている。考古学者の中には、火成岩であるブルーストーンと堆積岩である大砂岩が、異なる地形、異なる背景に生まれた二つの文化の同盟を示す、ある種のシンボルであると推測するものもいる。
ボスコム・ボウメンとして知られる近くの場所で見つかった同時代の発掘物の最近の分析では、少なくともストーンヘンジ3に関わった個人が、実際に今日のウェールズから来ていたことが分かった。これらの石の岩石学的分析では、それらはプレセリの丘から来たものに相違なく、二つを結びつけたくなる。
今では、そのブルーストーンの主な出どころはカーン・メニンにあるドレライト露頭であると特定された。しかし、放送大学のオルウェン・ウィリアムズ=ソープの率いた研究によれば、プレセリのより広い地域にわたりブルーストーンの産地が広がっていた。
オーブリー・バールは、ブルーストーンは人間によって運ばれたのではなく、更新世にウェールズからの道の少なくとも一部は氷河によって運ばれたと主張している。プレセリからソールズベリー平原までの間には氷河が活動していたという地質学的証拠は何も無いが、周辺からはこれ以外にそのような異常なドレライト試料は発見されていない。

### 儀式の場としてのストーンヘンジ
ストーンヘンジが、ダーリントンウォールにあるような当時のソールズベリー平原でより一般的だった木造の建造物を恒久的な石造に換える試みであったということは、多くの考古学者の信じるところである。マイク・パーカー・ペアソンとマダガスカル人考古学者ラミリソニナは、現代の人類学的な証拠を用いて、先史時代の人々の間では木材は生者と結び付けられ、石は祖先の死者と結び付けられるということを提案した。彼らは、ストーンヘンジは死者を祭るための長い祭礼行進の境界標であったと主張した。行進は、ウッドヘンジとダーリントンウォールの日の出のときに東から始まり、エイボンを行進して、それから日没に西のストーンヘンジに至る。この行進は、木から始まり水を渡って石に至る、すなわち生から死に至る象徴的な行進であったと、彼らは考えた。ストーンヘンジの天文学的配置が象徴的なもの以上であるという証拠は無く、現在の解釈では、多くの埋葬場所や周辺の神聖な遺跡の中に立地していることを考え合わせて、祭祀のための場所であったという点で一致している。

### 建設技術と設計
ストーンヘンジを建造するために必要な技術仕様には多くの憶測が混じる。ブルーストーンが、オーブリー・バールが主張したように氷河で運ばれたのでなく、ウェールズから人の手で運ばれたと仮定しても、丸太と縄だけでそれらを運ぶ様々な手段が提起された。2001年に、大きな石を陸と海を使ってウェールズからストーンヘンジまで運ぶという実験考古学の実証が行われた。陸では志願者が木製のそりを引いたが、ひとたび先史時代のものを再現した船に載せたとき、石はブリストル海峡の荒れた海に沈んだ。
石の設置については、石を立てるために木製のAフレームを立て、人力で石をロープで引いて立てたのだと考えられていた。横石は、木製のプラットホームに載せて段階的に上げていき横に滑らせて乗せたか、傾斜を押し上げたかしたのだろう。石を積むのに使ったほぞ穴は、当時の人々が高い木工の技術を持っていたことを示す。彼らは木工の技法で石を立てる知識を持っていたのも難しいことではなかっただろう。
アレクサンダー・ソームは、この遺跡がメガリスヤード（長さの単位）を用いて所要の精度で建てられていると考えている。
大砂岩（sarsen）に刻まれた武器は、ブリテン島の巨石芸術に特有である。もっと抽象的なデザインで描かれるのが通例であるからである。同じように、石を馬蹄形に配することも、ほかでは円形に配置している文明においては異常である。しかし、斧のモチーフは当時のブリタニーの人々にとっては広く用いられていた。すなわち、ストーンヘンジの少なくとも二つの建設段階では、大陸の影響を受けていたと考えられる。これは、この遺跡が非典型的なデザインである理由をわずかに説明しているが、しかし全体的には、ストーンヘンジはいかなる先史時代ヨーロッパ文明のコンテキストにおいても説明できないほど異質である。
ストーンヘンジを建設するのに必要な推定労働力は、延べ数百万人時に上る。ストーンヘンジ1は恐らく約11,000人時（460人日）を要したであろう。ストーンヘンジ2は360,000人時（15,000人日または41人年）、ストーンヘンジ3のさまざまな部分には1,750万人時（73,000人日または200人年）。石の加工には当時利用可能だった原始的な工具を使って、推定で約2,000万人時（830,000人日または2300人年）の労力が必要だった。確かに、このような建造物を作り上げようという意志は強かったに違いないが、建設し維持するためには進んだ社会組織が必要だったはずである。

### これ以外の見解
ストーンヘンジの名声は、その考古学的重要性や、古代の天文学的役割によるものだけではなく、訪れた人々に無形の影響、クリストファー・チッペンデールが「この場所の肉体的感覚」と記した、合理的・科学的な観点を超越した何かを与えるところにある。このことが、古代人の大いなる業績の象徴として、そして考古学の主流を今なお打ち負かしている何かの象徴としてのこの遺跡の霊的な役割、および単なる科学的な説明ではそれを正当化できないという信条をさまざまなグループに示した。
この遺跡が女性器を表しているという理論を立てている者もいる（オブザーバー紙の記事）。また、ヒールストーンがファルスの型であるという者もいる。この場所におけるUFOの目撃情報があったことから、エイリアンの着陸地点であるという説も現れた（しかし恐らくはウォーミンスター近傍の国防施設の関連がある）。アルフレッド・アトキンスは、この遺跡から他の遺跡へつながる3本のレイ・ラインを発見した。別の者は、数秘学、ダウジング、または土占いを使って、この遺跡の力と目的に関する多様な結論を導き出している。ニュー・エイジとネオ・ペイガンの信仰では、ストーンヘンジを聖なる場所と見ているが、その考え方は考古学的遺跡、観光拠点、またはマーケティングの道具として考える主流派の観点と対立する可能性がある。Post-processualistの考古学者は、ストーンヘンジを計算機や観測所として扱うこと は、技術で動く我々の時代の現代的概念を無理に過去に当てはめることであると考えるかもしれない。西欧ではめったに用いられない、考古学上の土着民の役割ですら、この遺跡ではウェールズのナショナリズムの象徴としての新たな機能を持たせられた。
数多くの正統派・非正統派が主張するさまざまな意味と解釈があるという観点で、ストーンヘンジの「所有権」の重要さはこの数十年の間にますます顕著になった。「神聖遺跡異議申し立てプロジェクト」の研究者ジェニー・ブレインとロバート・J・ウォリスは、「英国的なもの」の象徴としての今日ますます拡大するストーンヘンジの重要性を示す非常に幅広い見解を指摘し、また、考古学や遺跡について訓練されていない数多くの人々によって過去への関心が増していることを指摘した。多くの人にとってストーンヘンジ等の古代遺跡は、彼ら自身の思い出を秘め、彼らが巡る季節を記すにつれて添う「生きている風景」の一部になっているのである。ストーンヘンジをめぐる今日的神話には、豆畑の会戦や前回のフリー・フェスティバルが含まれる。ストーンヘンジの持つ意味合いは多様である。今日、イングリッシュ・ヘリテッジ財団の学芸員は、夏至、冬至、春分、秋分の日には「管理されたオープンアクセス」としているが、その日がどの日に当たるかには議論がある。ブレインとウォリスは、アクセスに関するこの問題は、遺跡の物体としての存在だけでなく、過去の解釈、「新しい土着民」の正当性、現代における異教徒（ペイガン）による利用、およびこうした異なる観点が、道路、トンネル、風景に対する公衆の注意を引くのに中心的役割を果たしたことに関連していると主張している。
2013年3月9日、イギリスロンドン大学ユニバーシティ･カレッジのマイク・パーカー・ピアソン教授の率いるチームは、発掘された人骨や家畜の分析から、ストーンヘンジの原型は有力一族の墓地として紀元前3000年頃に建造され、紀元前2500年頃にはブリテン島の各地（遠くは1000ｋｍ以上離れたスコットランドのオークニー諸島）から冬至の頃に多数の人々が一堂に会する大規模な祝典の会場として使用されていた可能性があると発表した。
まずダーリントン・ウォールズ (Durrington Walls)でご馳走が並ぶ盛大な宴が催され、そして参加者はアベニューを通って最も重要な墓地ストーン・ヘンジに向かい、そこで死者たちに敬意を払い、一直線に並ぶ冬至の日没を拝んだと考えている。

## ストーンヘンジの発掘
ストーンヘンジの発掘が最初に記録されたのは、ウィリアム・カニントンとリチャード・コルト・ホアによるものだった。1798年、カニントンは倒壊したトリリトンの下の穴を調査した。1810年、両名は倒れたスローターストーンの下を掘り、それがかつては立っていたと結論付けた。彼らは、その下にあったオーブリーホールのひとつも発掘した。1900年に、ウィリアム・ゴーランドが初めて広範な調査を行い、鹿角のつるはしが穴を掘るのに使われていたこと、石がこの場所で成型加工されたことを明らかにした。
ストーンヘンジの最大の発掘は、この遺跡が国家の管理下に入ったあと、ウィリアム・ホーリー中佐（en:William Hawley）によって行われた。1919年に作業が始まり1926年まで続き、予算は労務省から出た。二人はストーンヘンジの大部分を発掘し、それが多段階で建造された遺跡であることを最初に明らかにした。
1950年、古美術協会は、リチャード・アトキンソン、スチュアート・ピゴット、ジョン・FS・ストーンに追加発掘を委任した。彼らは数多くの火葬された遺骨を回収し、今日ストーンヘンジについて書かれるものの大部分を支配する段階的建造説を作った。1979年と1980年に、マイク・ピットが、公益事業の調査の一環として2回の小さな調査を行い、ヒールストーンの近くで、それが近隣のものであることを発見した。

## 神話と伝説

### 修道士のかかと
ヒールストーンはかつては「修道士のかかと」として知られていた。17世紀よりは古くないと思われる民話によると、その石の名前の起源は次の通りである。

悪魔がアイルランドにいる女から石を買い、包んでソールズベリー平原まで運んだ。石の一つがエイボンに落ちたが、残りは平原まで運べた。悪魔はこう言った「この石がどこから来たか誰にも分かるまい。」修道士が応えて曰く、「それはお前が考えていることだ!」そこで悪魔は石の一つを投げつけたので、修道士のかかとに当たった。その石は地面に突き刺さり、今でもそのままなのです。

「修道士のかかと (Friar's Heel)」は、ゲルマン神話の女神フレイヤとウェールズ語の「道」または「太陽日」を表す語から生まれた、「フレイヤのヒー・オル」または “Freya Sul” の崩れたものだという説もある。

### アーサー王伝説
ストーンヘンジはアーサー王伝説とも関連している。ジョフリーのモンマスは、魔術師マーリンが命じて、巨人がキララウス山に立てた石をアイルランドからどけさせたと述べている（その巨人は石をアフリカから買ったとしている）。それがアムズベリーの近くに再建された後、ジョフリーは、いかにして、アンブロシウス・アウレリアヌス、ユーサー・ペンドラゴン、そしてコンスタンティン3世が環状列石の内側に埋葬されたかを述べている。『ブリタニア列王史』の多くの箇所で、ジョフリーはブリテンの伝説と彼自身の想像を混ぜてしまっている。アンブロシウスと近隣のアムズベリーを関連付ける証拠となる地名がどうして存在するのかを知ると、彼が先史時代の遺跡とアンブロシウス・アウレリアヌスを関連付けたことは興味がわく。

## 最近の動向
ストーンヘンジは不朽ではなく 、他の大多数の歴史的遺跡と同様に、積極的な保全が必要である。20世紀の始めまでには数多くの石が倒れたり傾いたりしていたが、骨董品収集家の図面の情報に基づき、注意深く元の位置に戻す保全作業が行われた。
ストーンヘンジはペイガニズム信者の巡礼の地であり、1870年代には夏至の日の出に多くの来訪者を集めていた。再構築されたドルイドの慣例の最初の記録は、1905年にドルイド団が儀式を執り行ったときのものである。考古学者は、鉄器時代のドルイド信仰と現代のドルイド教は違うものだと強調したにもかかわらず、ストーンヘンジは次第に白装束の魔術師が行う深遠な儀式と関連付けられるようになった。
初期の儀式は、Polytantric Circleによって後援されていたストーンヘンジ・フリー・フェスティバルにおいて、1972年から1984年まで夏至の日に行われ、来訪者は500人から30,000人にまで膨れ上がっていった。しかし、1985年に高等法院がフェスティバルの開催を禁止する命令を出したため、祭りを開催しようとした来訪者と警官隊との間で暴力的な衝突が起こった（豆畑の会戦）。それ以降、ストーンヘンジを儀式のために利用することは、厳しく制限されている。
ほぼ同時期に、National Lampoon's European Vacationのプロデューサーがロケーション・ハンティングを行っていた際に、遺跡に車をぶつけて損壊させてしまった。
2008年5月、イギリスの文化財保護団体『イングリッシュ・ヘリテッジ』により、何者かがストーンヘンジの表面を金槌などで叩き削り取っていたことが判明した。

## 複製品と派生品
ワシントン州メアリーヒルには戦争記念物としてサム・ヒルが建てた、ストーンヘンジの朽ちる前の姿の実物大複製がある。ニュージーランドのワイララパ地方にあるストーンヘンジ・アオテアロアは、この地から見られる天体に合わせて現代風に翻案したものである。これはフェニックス天文学協会が建てたもので、木材にコンクリートをスプレーしたもので出来ている。
ミズーリ州ローラのミズーリ工科大学に2分の1サイズの複製品があり、ローラストーンヘンジの名で親しまれている。これは1984年に学生達によって当時はまだ珍しかったウォータージェット工法による削岩で製作され、翌年の1985年に全米エンジニア協会から表彰を受けた。このローラストーンヘンジは花崗岩で出来ている。
ネブラスカ州アライアンスにあるカーヘンジは、1987年にアーティストのジム・レイノルドによって作られたもので、アメリカ製ビンテージカーで出来ている。テキサスにあるストーンヘンジIIと呼ばれる複製品は、アドービ煉瓦のような素材で作られている。ベルリンの壁崩壊後の1990年代初期には、ベルリンの旧国境地帯にタンクヘンジというものがあった。タンクヘンジは3台の旧ソビエト式装甲兵員輸送車で作られていた。
発泡スチロールで作られた実物大のストーンヘンジ（フォームヘンジと呼ばれた）がバージニア州ナチュラルブリッジの近くに立っている。
ロックバンドBlack Sabbathは1983年 - 1984年の復活ツアーでストーンヘンジの舞台セットを使ったが、これは大部分の開催地で大きすぎて入らないという結果になった。この一件は映画『スパイナル・タップ』の中で、バンドがストーンヘンジのセットを発注するがフィートとインチを間違えてミニチュアが届くという筋で描かれて、笑いものにされた。
現代のレプリカを除いても、幾つかの考古学的遺跡がその名の一部または全部にストーンヘンジの名前を持っている。アメリカズストーンヘンジは、異質で議論の的になっているニューハンプシャーにある遺跡である。1925年に発見された、ストーンヘンジの近くにある同心円状の柱穴を持つヘンジは、ストーンヘンジとの類似性から、発掘者カニングトン (Cunnington) によりウッドヘンジと命名された。ノーフォークにある木製のシーヘンジは、1998年の発見について記したジャーナリストによって命名された。
北海道札幌市南区の滝野霊園にも、現在の姿ではなく過去の想像図に近い形で建造された、花崗岩製のストーンヘンジのレプリカが存在する。